# Павлов, Евгений Васильевич
Евгений Васильевич Павлов (26 февраля 1845, Царское Село — 29 января 1916, Санкт-Петербург) — российский учёный-медик, лейб-хирург, доктор медицины, профессор Военно-медицинской академии, действительный статский советник.

## Биография
Родился 26 февраля 1845 года в Царском Селе в семье небогатого кавалерийского офицера.
Обучался в воронежской гимназии, после чего поступил в Медико-хирургическую академию. По окончании курса которой (1868) был прикомандирован (1869) к Варшавскому Уяздовскому госпиталю, где начал свою оперативную деятельность под руководством профессора Коссинского; в том же году поступил ординатором к профессору Китеру в клиническом госпитале в Петербурге.
В 1870 году побывал в Париже и познакомился с тогдашними лечебными учреждениями военного времени. Диссертацию на доктора медицины защитил в 1871 году и в том же году назначен на должность старшего ординатора Семёновского Александровского госпиталя, который временно тогда служил академической клиникой.
В 1873 году Павлов признан приват-доцентом академии. Заведовал в 1875–1876 годах хирургическими отделениями общин Крестовоздвиженской и Святотроицкой. В 1876 был хирургом отряда Красного креста, посланного в Черногорию, затем главным врачом лазарета Санкт-Петербургского дамского комитета в Бессарабии. В 1878 году состоял хирургом-консультантом на эвакуационных пунктах во Фратештах и Журжеве.
В 1883 году назначен главным врачом общины сестёр милосердия Красного креста. 
6 декабря 1896 года произведен в лейб-хирурги Двора Е. И. В. Причислен сверх штата к Императорской Главной квартире (1 января 1897 года). Действительный статский советник (30 августа 1888 года).
В 1888 году занял кафедру оперативной хирургии в Военно-медицинской академии, в 1890 году перешел на кафедру десмургии и механургии и открыл новый курс «военно-полевой хирургии». В 1894 году оставил академию, а в следующем году назначен директором Мариинской больницы для бедных и Александринской женской больницы в Санкт-Петербурге (1 октября 1895 года). 
Инспектор по медицинской части при главноуправляющем Собственной Е. И. В. канцелярии по Учреждениям Императрицы Марии (24 июля 1900 года). Тайный советник (1 апреля 1901 года). Председатель Попечительского совета Комитета Елизаветинской клинической больницы для детей (21 января 1902 года). Совещательный член Военно-медицинского (Военно-санитарного) учёного комитета (18 сентября 1905 года) и Медицинского совета Министерства внутренних дел (31 марта 1908 года).
Дважды выступал в суде как эксперт защиты по делам, связанным с кровавым наветом на евреев: в 1902 году — по делу Блондеса, в 1913 году — по делу Бейлиса.
Умер в 1916 году от заражения крови, полученного во время операции. Был похоронен на кладбище Новодевичьего монастыря в Петербурге; могила не сохранилась.

## В искусстве
Художник Илья Репин запечатлел его на картине «Хирург Павлов в операционном зале». Картина была написана в 1888 году, вероятно, в хирургической больнице Александровской общины сестер милосердия в Петербурге (ныне Институт уха, горла, носа и речи). Она экспонировалась на персональной выставке художника в Петербурге с 26 ноября 1891 года. Ныне картина хранится в Репинском зале Третьяковской государственной галереи. Копия картины хранится в Военно-медицинском музее в Санкт-Петербурге.

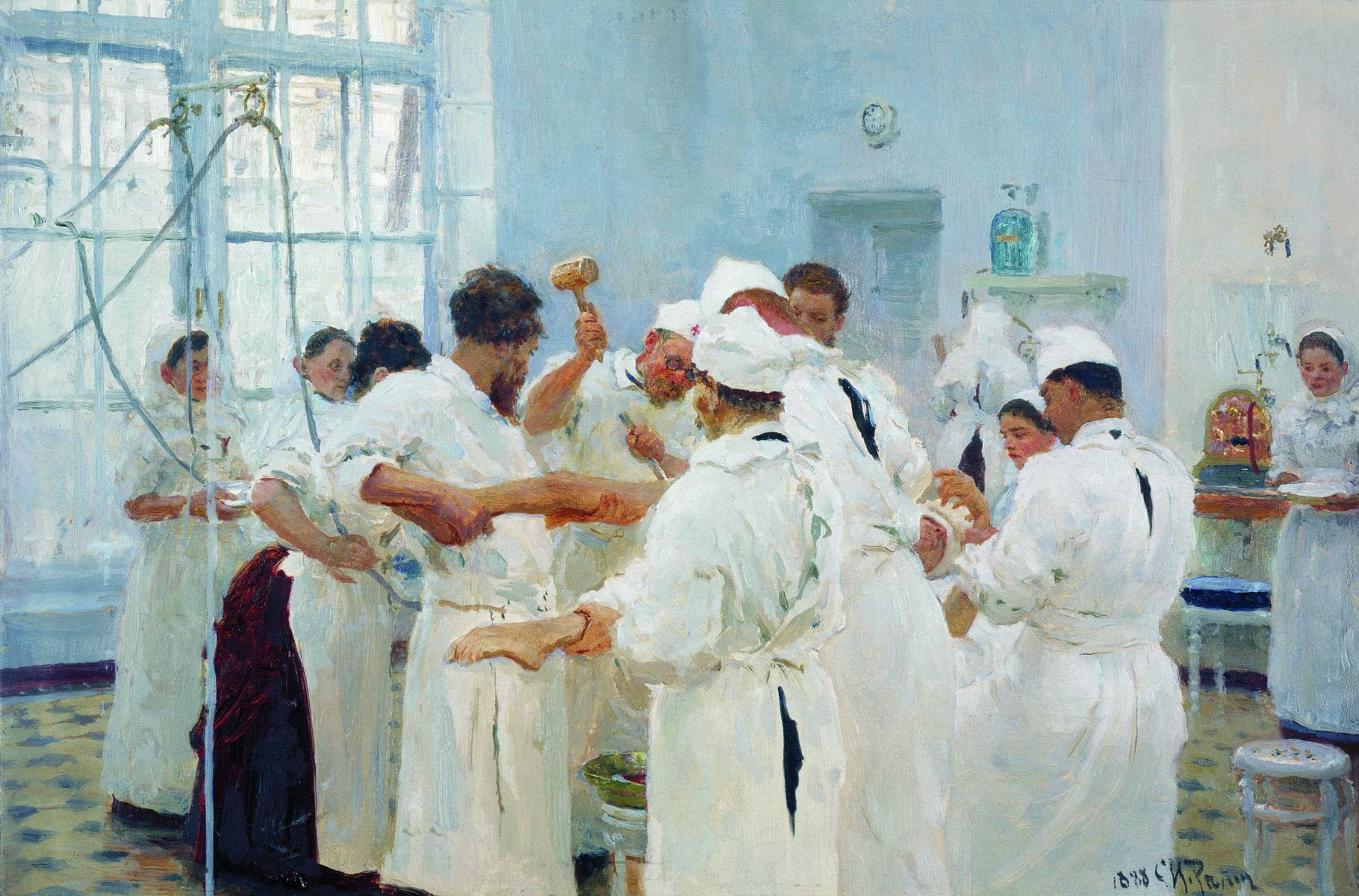
И. Репин. «Хирург Павлов в операционном зале», 1888. ГТГ
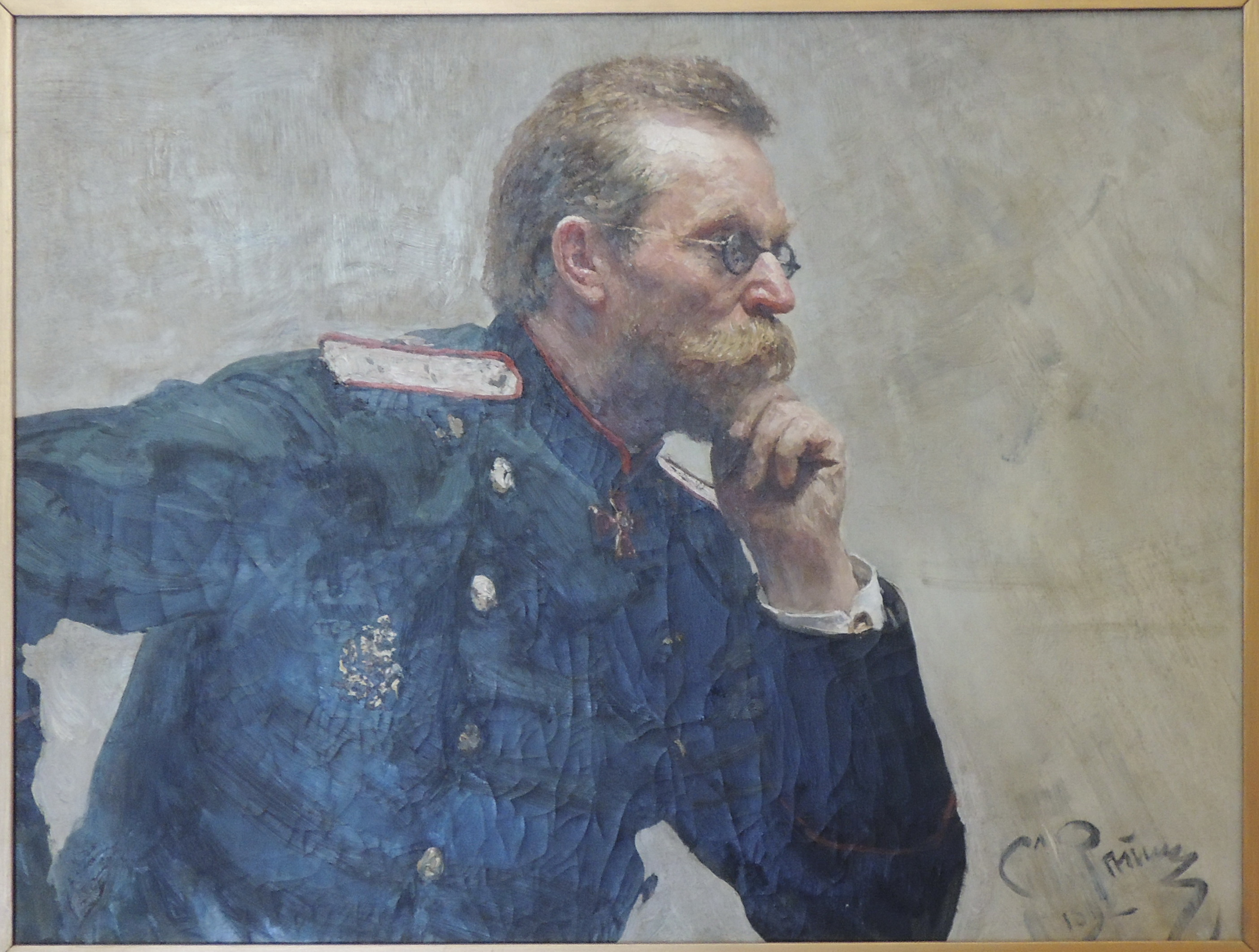
И. Репин. Портрет Е. В. Павлова. 1892. ГРМ

## Награды
- Орден Святого Александра Невского[6] (06.05.1911);
- бриллиантовые знаки к Ордену (25.07.1915).

## Публикации
Им было опубликовано более 40 научных трудов, сотни статей. В том числе:
- «Ампутация влагалищной части матки» (докторская диссертация, 1878)
- «К истории новообразования костной ткани» («Журнал нормальной и патологической гистологии», 1872)
- «О пулевых ранениях во время славянской войны 1876—77 гг.» («Медицинский Вестник», 1878)
- «К вопросу об обратном развитии сосудистых опухолей» («I рот. конфер. М.-Х. А.», 1878)
- «О состоянии крови при заболеваниях лимфатических желез, определяемых гематиметром и гемохромометром» («Военно-Медицинский Журнал», 1880)
- «К патологии и терапии лимфатических желез у солдат» («Военно-Медицинский Журнал», 1882)
- «Из наблюдений по хирургическим клиникам Западной Европы» («Протоколы Русского Хирургического Общества», 1891—92)
- «О значении вооружения армии малокалиберными пулями в военно-санитарном отношении» («Журнал Русского Общества Охранения Народного Здравия», 1893)
- «Боевые качества пуль трехлинейной винтовки» (сообщ. в штабе войск гвардии и СПб. военного окр., 1896)